# World of Warcraft: Тралл. Сумерки Аспектов
«Тралл: Сумерки Аспектов» (англ. Thrall: Twilight of the Aspects) — роман в жанре фэнтези писательницы Кристи Голден (англ. Christie Golden), известной своими новеллизациями сериала «Звёздный путь», а также романами «Warcraft: Повелитель кланов» и World of Warcraft: Beyond the Dark Portal. Действие романа происходит в созданной Blizzard Entertainment вселенной Warcraft.

## Сюжет
На заре времен благородные титаны велели пяти драконьим стаям хранить юный мир. Каждый из предводителей стай был наделен частицей могущества титанов. Сии величественные драконы-аспекты посвятили себя отвращению любой силы, что дерзнет угрожать Азероту.
Случившееся более десяти тысячелетий назад предательство обезумевшего черного дракона-аспекта, Смертокрыла, разрушило единство драконьих стай. Его недавнее нападение на Азерот — Катаклизм — ввергло мир в хаос. У Водоворота, средоточия нарушения стабильного существования Азерота, Тралл и иные шаманы пытаются удержать сей мир от распада, вызванного атакой Смертокрыла. Но сражение идет и в душе Тралла, пытающего найти своё место среди Служителей Земли, что не дает способностям его проявиться в полную силу.
Не в силах сосредоточиться на поставленной задаче, Тралл отправляется исполнить поручение, данное ему таинственной зеленой драконицей-аспектом, Изерой. Неприметное, казалось бы, начинание, выливается в странствие как по землям Азерота, так и по реке времени, и встречается Тралл с древними драконьими стаями. Разделенные конфликтами и взаимным недоверием, эти драконы стали легкой добычей для ужасающего нового оружия, созданного слугами Смертокрыла… истинного кошмара, должного уничтожить крылатых стражей Азерота.
Но куда большую тревогу вызывает незавидное вероятное будущее, увиденного Изерой: Час Сумерек. И пока сие апокалипсическое видение не воплотилось в жизнь, Тралл должен избавиться от снедающих его сомнений, дабы осознать цель своего существования в этом мире и по мере сил своих помочь драконьим стаям, ибо столкнулись те с закатом аспектов.

## Заключение
Книга относится к категории так называемых сопутствующих товаров (англ. merchandise), то есть рассчитана, в основном, на фанатов.